# Emmanuel Alifraco
Daniel Emanuel Alifraco (n. 04 de febrero de 1991, Lanús, Provincia de Buenos Aires) es un piloto argentino de automovilismo de velocidad. Reconocido en el ambiente del deporte motor argentino, desarrolló su carrera deportiva compitiendo en diferentes categorías, siendo mayoritariamente ellas divisiones de la Asociación Corredores de Turismo Carretera. Debutó en el año 2008 en el GT 2000, categoría nacional de sport prototipo, al comando de un ADA-Chrysler y sucesivamente participó en las divisionales TC Pista Mouras, TC Mouras y TC Pista, compitiendo en todos estos casos sobre unidades Ford Falcon. Participó también en forma esporádica en la divisional Junior del Top Race y ocasionalmente como invitado en campeonatos especiales del TC Mouras para esa clase de competidores. En el año 2010, se quedó con el subcampeonato del TC Pista Mouras, habiendo sido acreedor de la Etapa Clasificatoria, pero sin poder doblegar el dominio del eventual campeón Martín Laborda.
En la faz personal, es reconocido por pertenecer a una familia ligada a la práctica profesional del automovilismo, cuya figura principal es su padre  Walter Alifraco, expiloto de TC y actual chasista y preparador de automóviles de competición para las divisiones de la ACTC.

## Biografía
Sus inicios estuvieron dentro de la categoría GT 2000, heredera del extinto Sport Prototipo Argentino, donde Emmanuel realizara su debut y primeros pasos en el año 2008, al comando de un chasis ADA con impulsor del automóvil Chrysler Neon. En esta categoría se mantuvo hasta el año 2010, cerrando entre los primeros diez pilotos del campeonato en sus primeros dos años. Precisamente, en el año 2009 tendría su primer contacto con un automóvil de turismo, al debutar en las dos últimas fechas del campeonato de la divisional TC Pista Mouras, al comando de un Ford Falcon alistado por el equipo de su padre Walter. En esta categoría, desarrollaría su primera temporada completa al año siguiente, en 2010, oportunidad en la cual la divisional estrenaba el sistema de definición de su campeonato mediante un Play Off clasificatorio, poniéndose en sintonía con las demás divisiones de ACTC. En esta temporada, Emmanuel mostraría todo su potencial en la primera fase, siendo el primero en clasificar. Sin embargo de no haber mediado este sistema, pudo haber llegado a celebrar su primer título personal, pero la contundencia demostrada por su rival Martín Laborda en la última etapa lo terminarían relegando al subcampeonato. A pesar de esta derrota, rápidamente se convirtió en acreedor del ascenso a la divisional TC Mouras.
En el año 2011, estrenaría en una nueva categoría, siempre de la mano del equipo de su padre Walter y al comando de un Ford Falcon, al debutar en el TC Mouras. En esta temporada volvería a exhibir una buena performance en la que, a pesar de no haber obtenido victorias, clasificaría al Play Off por la Copa Coronación, cerrando el año en el 5º lugar de la general. A la par de estas presentaciones, en esta temporada recibiría también una invitación para participar en la divisional Top Race Junior, donde compitió al comando de un Alfa Romeo 156 del equipo GT Racing. En 2012, la suerte le sería esquiva, ya que no conseguiría clasificar a la etapa de definición. Aun así, conseguiría subir una vez al podio y cerraría el campeonato en la 10.ª colocación, lo que le permitió finalmente ascender a la divisional TC Pista.
En 2013, repartiría su actividad entre TC Pista y TC Mouras, dando prioridad a la primera de las dos ya que en la segunda apenas alcanzaría a realizar dos competencias como piloto titular. Sin embargo, dada su condición de piloto de TC Pista, sería convocado como piloto invitado en una competencia especial, teniendo por primera vez contacto con una unidad Chevrolet Chevy.

## Trayectoria
| Año  | Categoría                            | Marca           |
| ---- | ------------------------------------ | --------------- |
| 2008 | Debut en GT 2000                     | ADA-Neon        |
| 2009 | GT 2000                              | ADA-Neon        |
| 2009 | Debut en TC Pista Mouras, 3 carreras | Ford Falcon     |
| 2010 | Subcampeón de TC Pista Mouras        | Ford Falcon     |
| 2010 | GT 2000, 2 carreras                  | ADA-Neon        |
| 2011 | Debut en TC Mouras                   | Ford Falcon     |
| 2011 | Debut en Top Race Junior, 1 carrera  | Alfa Romeo 156  |
| 2012 | TC Mouras                            | Ford Falcon     |
| 2013 | Debut en TC Pista                    | Ford Falcon     |
| 2013 | TC Mouras, titular, 2 carreras       | Ford Falcon     |
| 2013 | TC Mouras, invitado                  | Chevrolet Chevy |
| 2014 | TC Pista                             | Ford Falcon     |
| 2015 | TC Pista                             | Ford Falcon     |
| 2015 | TC Mouras, invitado                  | Dodge Cherokee  |
| 2015 | TC Mouras, invitado                  | Torino Cherokee |
| 2016 | TC Pista                             | Ford Falcon     |
| 2016 | TC Mouras, invitado                  | Chevrolet Chevy |
| 2017 | TC Pista                             | Ford Falcon     |

- [6]

### Resultados completos TC Pista Mouras
| Año            | Año         | Fechas | Fechas | Fechas | Fechas | Fechas | Fechas | Fechas | Fechas | Fechas | Fechas | Fechas | Fechas | Fechas | Fechas | Posición Final     |
| Equipo         | Automóvil   | Fechas | Fechas | Fechas | Fechas | Fechas | Fechas | Fechas | Fechas | Fechas | Fechas | Fechas | Fechas | Fechas | Fechas | Posición Final     |
| -------------- | ----------- | ------ | ------ | ------ | ------ | ------ | ------ | ------ | ------ | ------ | ------ | ------ | ------ | ------ | ------ | ------------------ |
| 2009           | 2009        | 01     | 02     | 03     | 04     | 05     | 06     | 07     | 08     | 09     | 10     | 11     | 12     | 13     | 14     | 22º (21.00 puntos) |
| Alifraco Sport | Ford Falcon | NP     | NP     | NP     | NP     | NP     | NP     | NP     | NP     | NP     | NP     | NP     | 24     | 22     | 1º     | 22º (21.00 puntos) |
|                |             |        |        |        |        |        |        |        |        |        |        |        |        |        |        |                    |
| 2010           | 2010        | 01     | 02     | 03     | 04     | 05     | 06     | 07     | 08     | 09     | 10     | 11     | 12     | 13     | 14     | 2º (151.00 puntos) |
| Alifraco Sport | Ford Falcon | 1º     | 2º     | 4º     | 13     | 2º     | 7º     | 6º     | 3º     | 4º     | 10     | 5º     | 4º     | 5º     | 19     | 2º (151.00 puntos) |

### Resultados completos TC Mouras
| Año  | Equipo         | Automóvil   | Fechas | Fechas | Fechas | Fechas | Fechas | Fechas | Fechas | Fechas | Fechas | Fechas | Fechas | Fechas | Fechas | Fechas | Posición final     |
| ---- | -------------- | ----------- | ------ | ------ | ------ | ------ | ------ | ------ | ------ | ------ | ------ | ------ | ------ | ------ | ------ | ------ | ------------------ |
| 2011 | Alifraco Sport | Ford Falcon | 01     | 02     | 03     | 04     | 05     | 06     | 07     | 08     | 09     | 10     | 11     | 12     | 13     | 14     | 5º (177.50 puntos) |
| 2011 | Alifraco Sport | Ford Falcon | 4º     | 28     | 27     | 17     | 7º     | 16     | 7º     | 4º     | 2º     | 2º     | 8º     | 16     | 3º     | 11     | 5º (177.50 puntos) |

## Palmarés
| Título     | Categoría       | Automóvil   | Año  |
| ---------- | --------------- | ----------- | ---- |
| Subcampeón | TC Pista Mouras | Ford Falcon | 2010 |